# Fäktaren (film)
Fäktaren (finska: Miekkailija, estniska: Vehkleja) är en finsk-tysk-estnisk film från 2015 regisserad av Klaus Härö efter manus av Anne Heinämaa. Filmen bygger på den estniska fäktaren Endel Nelis livsöde. Filminspelningen inleddes i Estland februari 2014.

## Handling
I loppet av andra världskriget  ockuperades Estland av Nazityskland, och de flesta männen från Estland rekryterades åt den tyska militären. Senare ockuperades Estland av Sovjetunionen, som betraktade soldater ur den tyska militären som kriminella. Efter världskriget blev Estland en del av Sovjet. En ung man, Endel Nelis, anländer i Haapsalu i Estland (då en del av Sovjetunionen) i början av 1950-talet, efter att ha lämnat Leningrad i hopp om att komma undan den hemliga polisen.
Han får arbete som lärare, och grundar en idrottsklubb för sina elever. Men skolans rektor börjar kolla upp Endels bakgrund. Samtidigt varnar Endels vän Aleksei honom att inte återvända till Leningrad under några som helst omständigheter. Endel blir snart en förebild och en farsfigur för sina elever, varav många av dem var föräldralösa. När eleverna vill delta i en nationell turnering i Leningrad, måste Endel göra ett val; Riskera allt för att ta med eleverna till Leningrad, eller sätta hans egen säkerhet först, och svika alla sina elever.

## Rollista
- Märt Avandi – Endel
- Ursula Ratasepp – Kadri
- Hendrik Toompere – skolans rektor
- Liisa Koppel – Marta
- Joonas Koff – Jaan
- Lembit Ulfsak – Jaans morfar
- Piret Kalda – Jaans mamma
- Egert Kadastu – Toomas
- Ann-Lisett Rebane – Lea
- Elbe Reiter – Tiiu
- Jaak Prints – rektorsassistent
- Kirill Käro – Aleksei